# Костањевац (Жумберак)
Костањевац је насељено место и седиште општине Жумберак, до нове територијалне организације у саставу бивше општине Јастребарско, у Загребачкој жупанији, Хрватска.

## Географски положај
Налази се на надморској висини од 200 метара, 57 километара југозападно од Загреба. Делови насеља су засеоци: Балабани, Безјаки, Кајкавци, Рибићи, Сименићи, Танцрајтери, Телетари, Влашићи и Жупани.

## Историја
У целовитој топографији карловачке Војне крајине из 1835. године стоји да је "'Костањевац некад био племениташко седиште породице Делишимуновић, сада капетанска стража, село са 15 кућа и 201 становником, међу којима су 178 римокатолици, 17 гркосједињени и 6 грконесједињени. Ту је и један град где је сада смештено заповедништво капетаније. Тај град саграђен је 1725. године и припадао је грофовима фон Херманштајнима, затим грофу Молцу, а будући да овај није имао наследника, после његове смрти припао је војном округу."

## Привреда
Привредна основа насеља је: пољопривреда, виноградарство, сточарство, трговина и угоститељство.

## Становништво

### Број становника по пописима
| Националност   | 2001. | 1991. | 1981. | 1971. | 1961. | 1953. | 1948. | 1931. | 1921. | 1910. | 1900. | 1890. | 1880. | 1869. | 1857. |
| бр. становника | 102   | 136   | 160   | 183   | 204   | 207   | 218   | 349   | 371   | 357   | 384   | 366   | 378   | 308   | 250   |

### Национални састав
| Националност       | 1991.        | 1981.        | 1971.        | 1961.        |
| Хрвати             | 130 (95,58%) | 138 (86,25%) | 180 (98,36%) | 193 (94,60%) |
| Срби               | 4 (2,94%)    | 17 (10,62%)  | 3 (1,63%)    | 10 (4,90%)   |
| Југословени        | 0            | 0            | 0            | 0            |
| остали и непознато | 2 (1,47%)    | 5 (3,12%)    | 0            | 1 (0,49%)    |
| Укупно             | 136          | 160          | 183          | 204          |

## Образовање, здравство, службе
У Костањевцу се налази подручна школа Костањевац — Основна школа „Кардинала Алојзија Степинца" из Крашића, амбуланте опште и стоматолошке медицине Дома здравља Јастребарско, општинска управа, дом за старије особе и зграда поште 10455 Костањевац. Позивни број је 01.

## Црква
Насеље припада римокатоличкој жупи „Света Марија Магдалена“ из Доњег Оштрца, Јастребарски деканат Загребачке надбискупије, а у њему се налази капела Блажене Марије Жалосне, коју је 1672. године дао изградити костањевачки племић Криштоф (Крсто) Делишимуновић.
У Костањевцу је 1937. године одржан трећи конгрес Жумберчана на којем су учествовали осим Жумберчана и чланови „Хрватске братске заједнице“ и „Хрватског радише“ из САД.